# Johnny 99
| Оценки критиков | Оценки критиков |
| Источник        | Оценка          |
| --------------- | --------------- |
| AllMusic        | [ 1 ]           |

Johnny 99 — студийный альбом американского кантри-певца Джонни Кэша, изданный 29 августа 1983 года лейблом Columbia Records. Песни «I’m Ragged but I’m Right» и «That’s the Truth» были выпущены в качестве синглов и имели незначительный успех в чартах: «I’m Ragged but I’m Right» добралась до 75-го места в Hot Country Songs, в то время как последняя достигла вершины лишь на позиции № 84 в Country Singles.

## Отзывы
Альбом получил умеренные отзывы музыкальной критики и интернет-изданий. Джим Уорбойс из AllMusic отметил, что «Если бы в альбом не были включены мелодии Спрингстина, это был бы хороший альбом. Но Кэш впивается зубами в „Highway Patrolman“ и заглавную мелодию и придаёт им такое мужество, о котором Спрингстин только мечтал». Диск не вошёл в чарт кантри-альбомов Billboard Top Country Albums, а его синглы «I’m Ragged but I’m Right» и «That’s the Truth» не поднялись выше 50-го места в Hot Country Songs.

## Список композиций
| №   | Название                                  | Автор(ы)                           | Длительность |
| --- | ----------------------------------------- | ---------------------------------- | ------------ |
| 1.  | «Highway Patrolman»                       | Bruce Springsteen                  | 5:17         |
| 2.  | «That's the Truth»                        | Paul Kennerley                     | 2:41         |
| 3.  | «God Bless Robert E. Lee»                 | Bobby Borchers, Mack Vickery       | 3:40         |
| 4.  | «New Cut Road»                            | Guy Clark                          | 3:30         |
| 5.  | «Johnny 99»                               | Bruce Springsteen                  | 3:33         |
| 6.  | «Ballad of the Ark»                       | Steven Rhymer                      | 2:52         |
| 7.  | «Joshua Gone Barbados»                    | Eric Von Schmidt                   | 5:04         |
| 8.  | «Girl from the Canyon»                    | Carolina Edwards, Jonathan Edwards | 2:35         |
| 9.  | «Brand New Dance» (with June Carter Cash) | Paul Kennerley                     | 3:21         |
| 10. | «I’m Ragged but I’m Right»                | George Jones                       | 2:32         |

## Чарты

### Синглы
| Год  | Сингл                      | Чарт            | Высшая позиция |
| ---- | -------------------------- | --------------- | -------------- |
| 1983 | «I’m Ragged but I’m Right» | Country Singles | 75             |
| 1983 | «That’s the Truth»         | Country Singles | 84             |